# Мінімальна інгібувальна концентрація

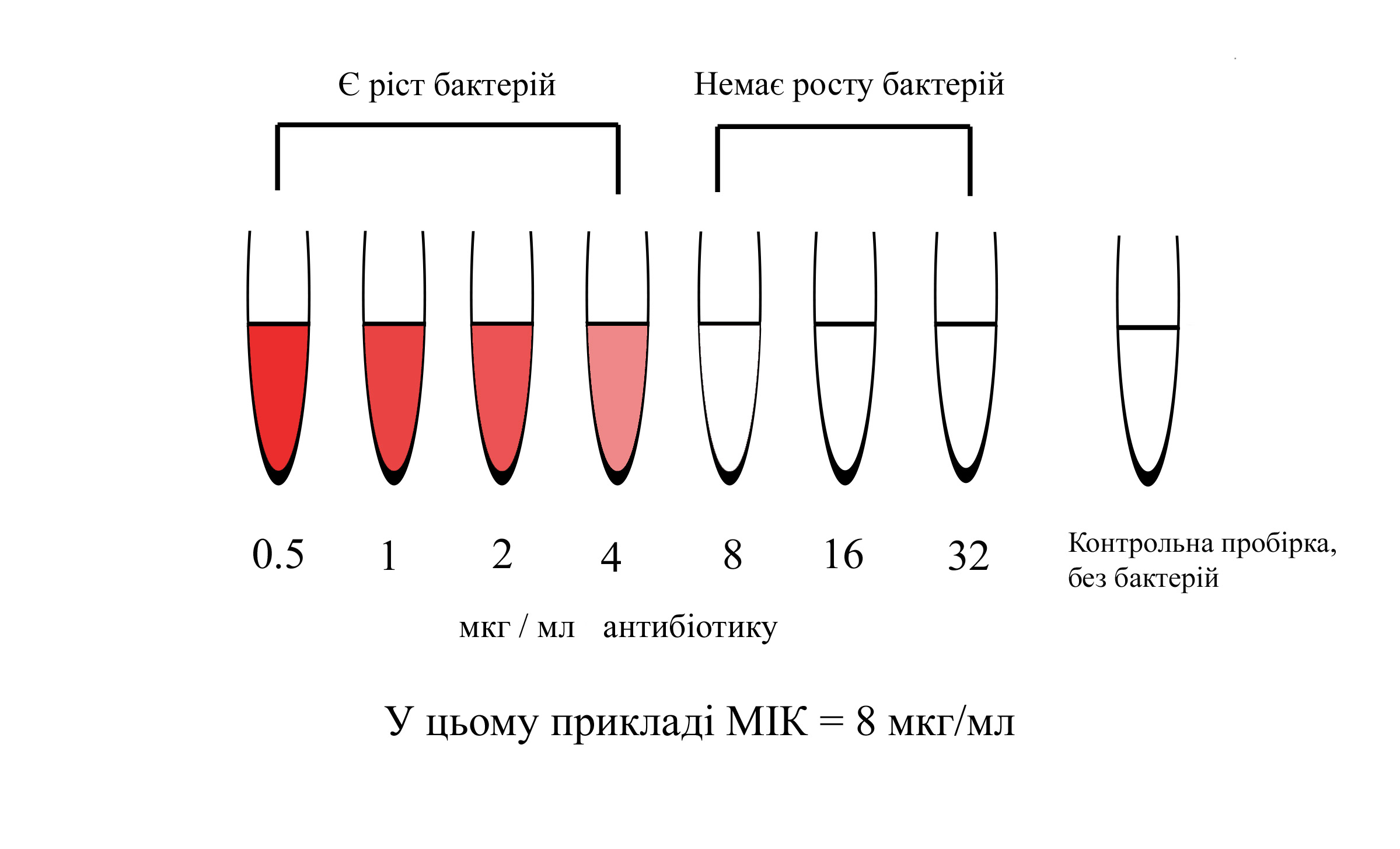
Схема встановлення МІК

Мінімальна інгібувальна концентрація або МІК — найменша концентрація антиінфекційного препарату, що запобігає росту мікроорганізмів.
Для лікування багатьох інфекцій важливі результати чутливості мікроорганізмів до антибіотику. Чутливість до антибіотика може визначатися за допомогою різних методів, наприклад: диско-дифузійний метод, Etest (виробництво bioMérieux), автоматизованих систем і методу серійних розведень, при якому розведений у різних встановлених концентраціях антибіотик поміщують у пробірки разом зі стандартизованою кількістю мікроорганізмів. МІК вважається концентрація антибіотика у пробірці, що після інкубаційного періоду залишилася прозорою, тобто, у якій концентрації антибіотика було достатньо, щоб запобігти росту бактерій.

## Клінічне значення
МІК може допомогти у виборі ефективного антибіотика, а також у виборі дози антибіотика.